# ロバート・カリュー (第3代カリュー男爵)

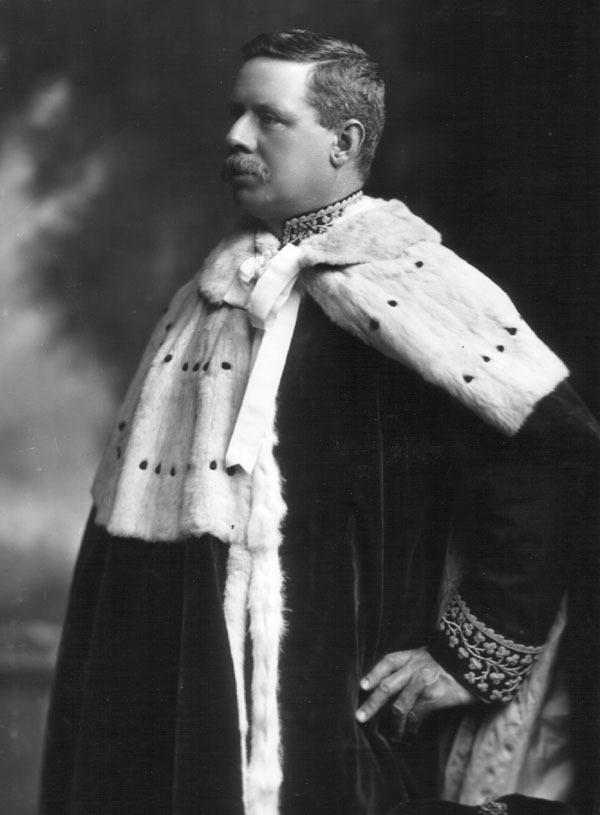
第3代カリュー男爵の肖像写真、1902年5月29日撮影。

第3代カリュー男爵ロバート・シャップランド・ジョージ・ジュリアン・カリュー（英語: Robert Shapland George Julian Carew, 3rd Baron Carew、1860年6月15日 – 1923年4月29日）は、イギリスの貴族。

## 生涯
第2代カリュー男爵ロバート・シャップランド・カリューと妻エミリー・アン（Emily Anne、旧姓フィリップス（Philips）、1899年11月24日没、第2代準男爵サー・ジョージ・リチャード・フィリップスの娘）の長男として、1860年6月15日にダブリンのフィッツウィリアム・スクエア61号で生まれた。1879年6月11日にケンブリッジ大学トリニティ・カレッジに入学、1883年にB.A.の学位を修得した。
1881年9月8日に父が死去すると、カリュー男爵位を継承した。議会では自由統一党に属した。
ウェックスフォード県の副統監を務めた。
1883年時点でウェックスフォード県に17,830エーカーの、ウォーターフォード県に2,038エーカーの、クイーンズ・カウンティ（現リーシュ県）に1,098エーカーの領地を所有し、合計で年収11,862ポンド相当だった。
1923年4月29日に死去、弟ジョージ・パトリック・ジョンが爵位を継承した。

## 家族

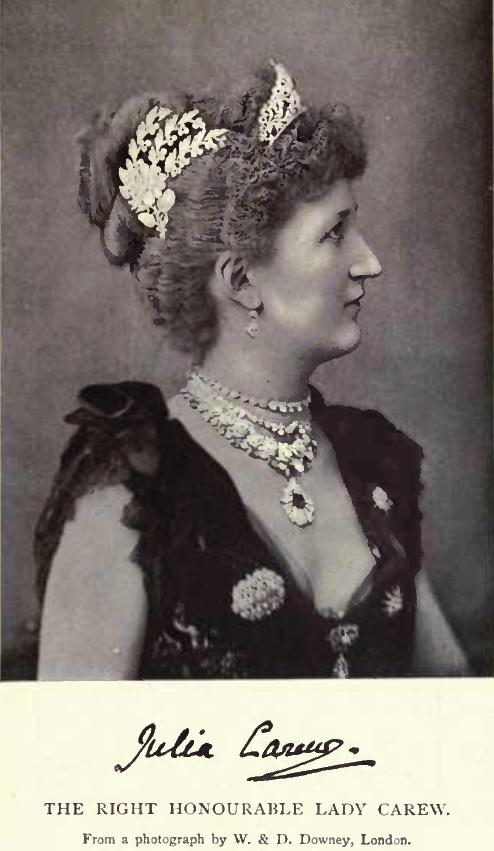
カリュー男爵夫人の写真、W・アンド・D・ダウニー撮影。

1888年6月27日、ジュリア・メアリー・レスブリッジ（Julia Mary Lethbridge、1863年10月9日 – 1922年9月28日、アルバート・アーサー・エリン・レスブリッジの長女）と結婚したが、2人の間に子供はいなかった。

## 関連図書
- "Carew, Baron" . Thom's Irish Who's Who  (英語). Dublin: Alexander Thom and Son Ltd. 1923. p. 32. ウィキソースより。